# Ghiacciaio Shirase
Il ghiacciaio Shirase è un ampio ghiacciaio situato sulla costa del Principe Harald, nella Terra della Regina Maud, in Antartide. Il ghiacciaio, il cui punto più alto si trova a circa 800 m s.l.m., scorre verso nord fino a arrivare nella Havsbotn, la baia posta nella parte più interna della più grande baia di Lützow-Holm.

## Storia
L'area in cui si trova questa formazione fu descritta per la prima volta come una baia da parte della spedizione norvegese comandata da Lars Christensen e svoltasi nel 1936-37, che la battezzò Instefjorden (in norvegese: "il fiordo più interno"). Successive ricognizioni effettuate durante una spedizione di ricerca antartica svoltasi nel periodo 1957-62, rivelarono però che in quella zona era in realtà presente un ghiacciaio, che fu battezzato in onore del tenente Shirase Nobu, comandante di un'altra spedizione di ricerca giapponese, svoltasi in Antartide nel 1911-12.
Nel 1973, il ministero dell'industria della Norvegia, che rivendica il possesso della Terra della Regina Maud, fissò il confine orientale della costa del Principe Harald in corrispondenza proprio del ghiacciaio Shirase.